# Megabus (Europa)
Megabus és un operador de serveis d'autocars interurbans de llarga distància propietat de Scottish Citylink i amb seu al Regne Unit. Fundada per Stagecoach Group (a través de Midland Red (South) Ltd ) l'agost de 2003, opera amb tarifes de baix cost, que abans començaven a 1£, basades en un model de gestió de rendiment.
Els serveis enllacen 90 ubicacions a tot el Regne Unit i en porten 4 milions de passatgers a l'any. Des del 2012 fins al 2016, quan aquests serveis es van vendre a FlixBus, l'operador també va obrir rutes cap a l'Europa continental. Alguns serveis enllacen amb serveis ferroviaris de Megatrain operats per Stagecoach.
Els serveis de Londres a Oxford van començar el 4 d'agost de 2003, i des d'Edimburg a Glasgow i Perth i Glasgow a Dundee es van afegir un mes després. Durant les rutes de novembre de 2003 de Manchester a Liverpool i Leeds es van afegir, però aquests van cessar el 27 de juny de 2004 i el 3 d'octubre de 2004 respectivament.

## Galeria d'imatges

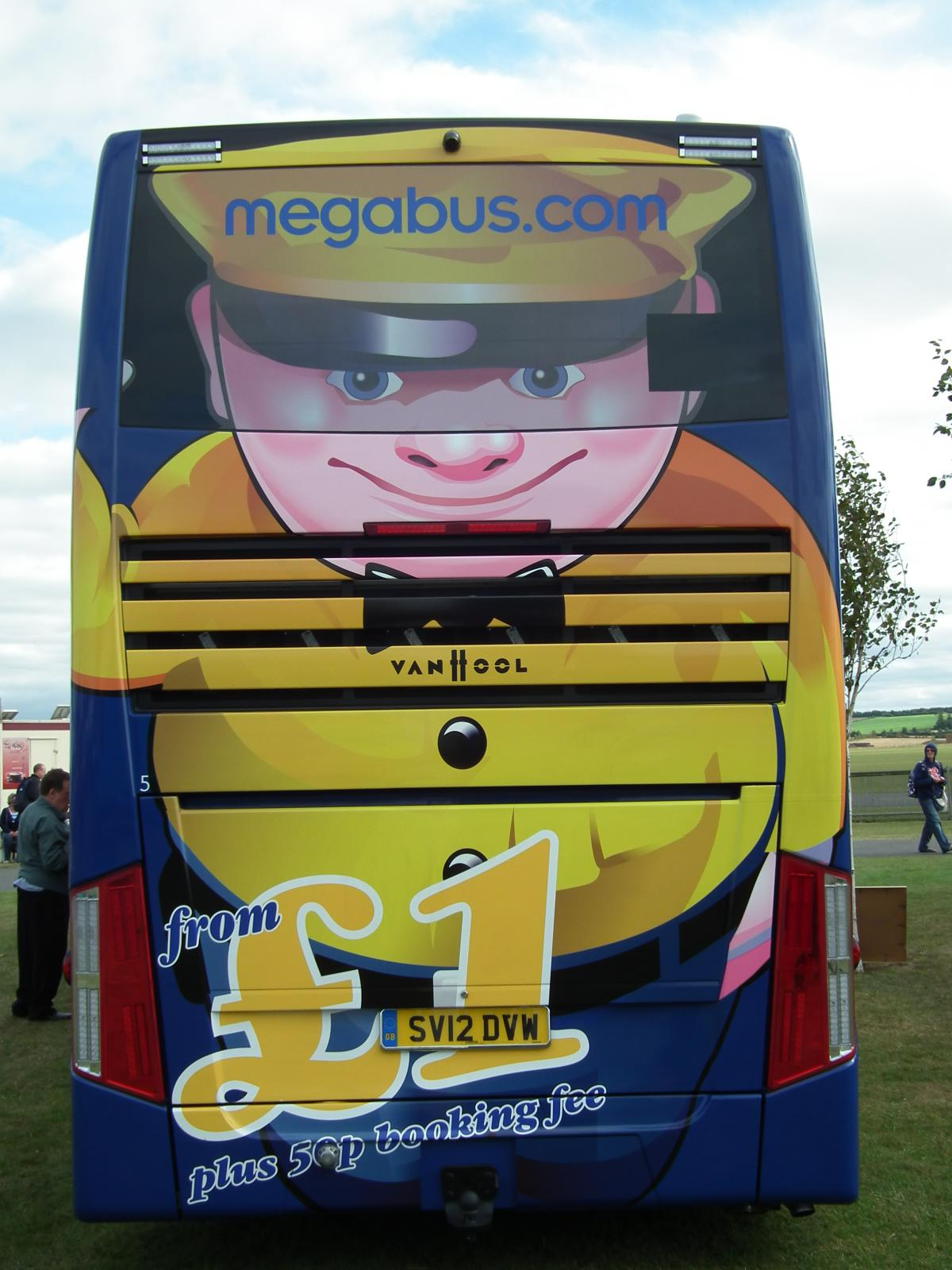
Sid, la mascota de Megabus